# Hilary Majewski
Hilary Paweł Majewski (ur. 15 stycznia 1838 w Radomiu, zm. 21 lipca 1892 w Łodzi) – polski architekt, przedstawiciel historyzmu, w latach 1872–1892 architekt miejski Łodzi i podówczas czołowy jej architekt, który swoimi realizacjami ukształtował wygląd tego miasta.

## Życiorys
Urodził się w Radomiu 15 stycznia 1838, jako syn majstra kominiarskiego Wincentego i jego żony Teofili z Piątkowskich.
W latach 1859–1861 studiował w Cesarskiej Akademii Sztuk Pięknych w Petersburgu (dyplom 1864).
Po studiach otrzymał stypendium państwowe, które umożliwiło mu podróż do Włoch, Francji, Anglii i Bawarii, podczas której ukształtował swoje poczucie estetyki w architekturze. Wyniesione doświadczenia stosował w późniejszej praktyce zawodowej.
Pełnił obowiązki budowniczego powiatu radomskiego, później prowadził prywatną praktykę w Warszawie. W 1872 objął stanowisko miejskiego architekta w Łodzi i pozostawał na nim do swojej śmierci.
Majewski był bardzo aktywny zawodowo – nie bez przyczyny uważa się go za najsłynniejszego architekta i budowniczego miasta Łodzi. Jako architekt miejski podpisał 546 projektów budowli w tym mieście, chociaż, jak się okazało po wnikliwych badaniach prof. Krzysztofa Stefańskiego i innych, nie wszystkie sam projektował. Tworzył wille, domy, pałace fabrykanckie i kamienice czynszowe, nadzorował budowy budynków mieszkalnych, fabryk, mostów czy dróg. Przy ulicy Piotrkowskiej Majewski zaprojektował wiele kamienic i innych budynków. Był także autorem projektu własnej kamienicy przy ulicy Kamiennej 11 (ob. ul. Włókiennicza).
W sierpniu 1889 roku został odznaczony Orderem Świętego Stanisława II klasy, a we wrześniu 1890 roku – Orderem Świętej Anny II klasy.

## Ważniejsze realizacje

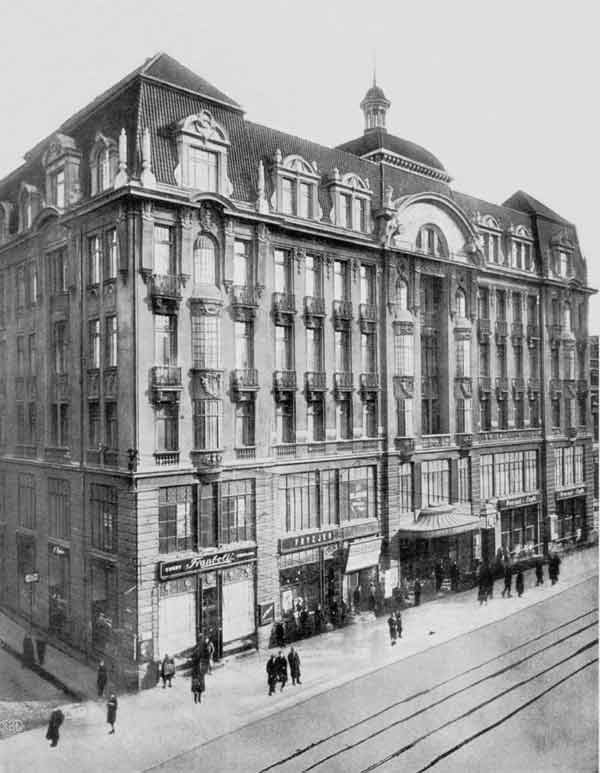
Fabryka Meyera – obecnie hotel „Grand” przy ulicy Piotrkowskiej 72

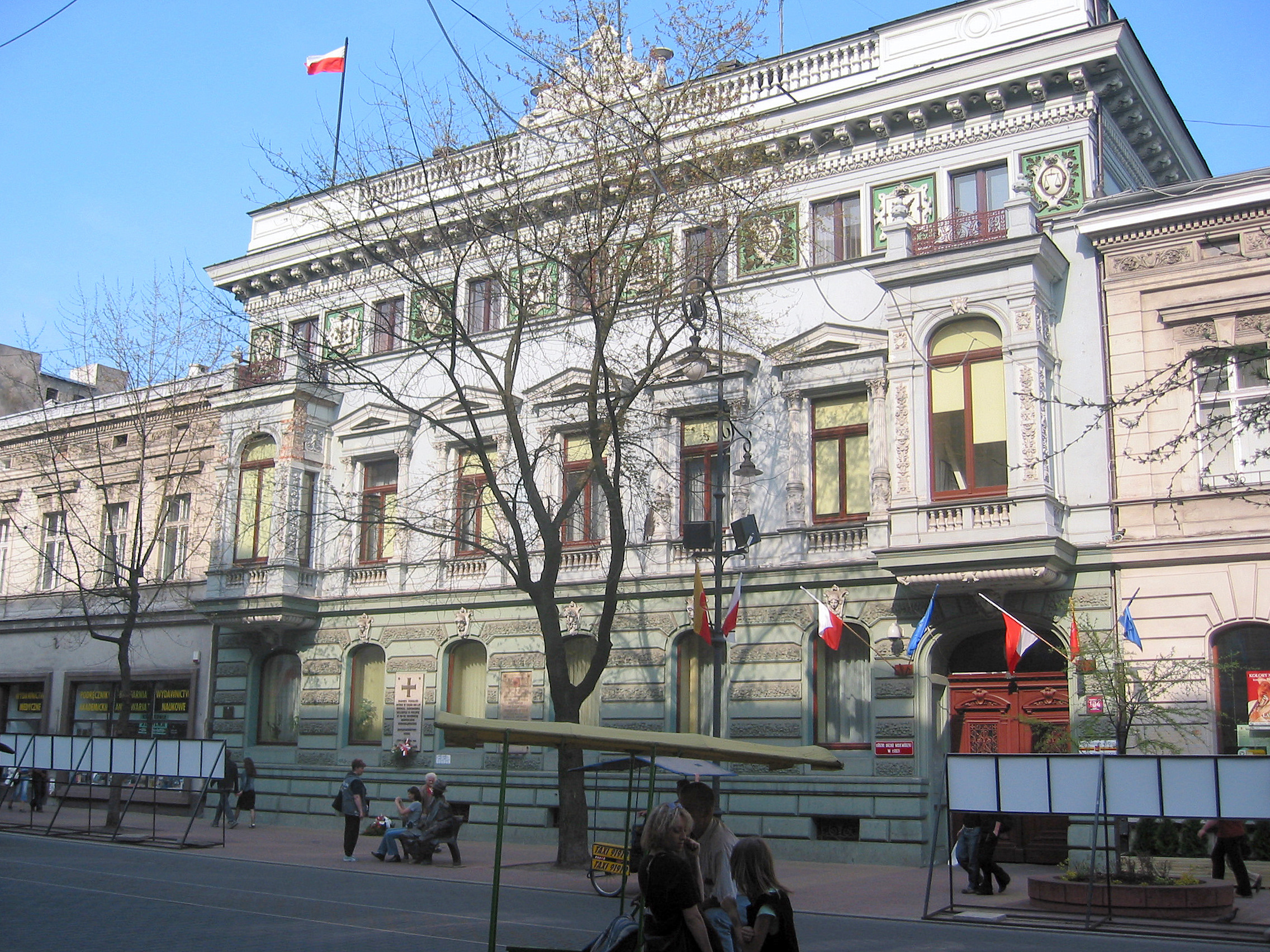
Pałac Heinzla – obecnie Urząd Miasta Łodzi

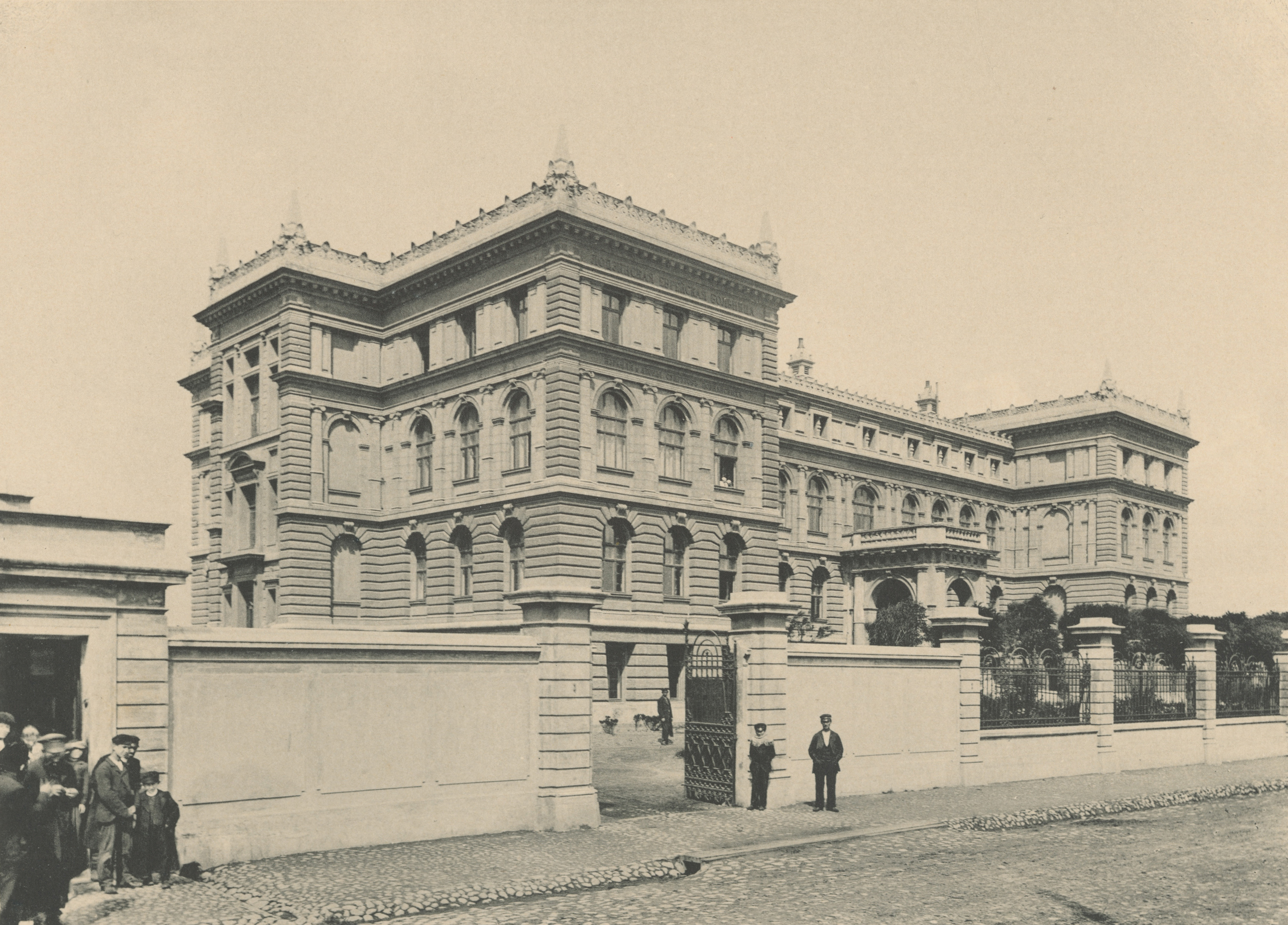
Szpital im. L. i I. Poznańskich. Obecnie Szpital Kliniczny nr. 3 im. Seweryna Sterlinga przy ulicy Sterlinga 1/3

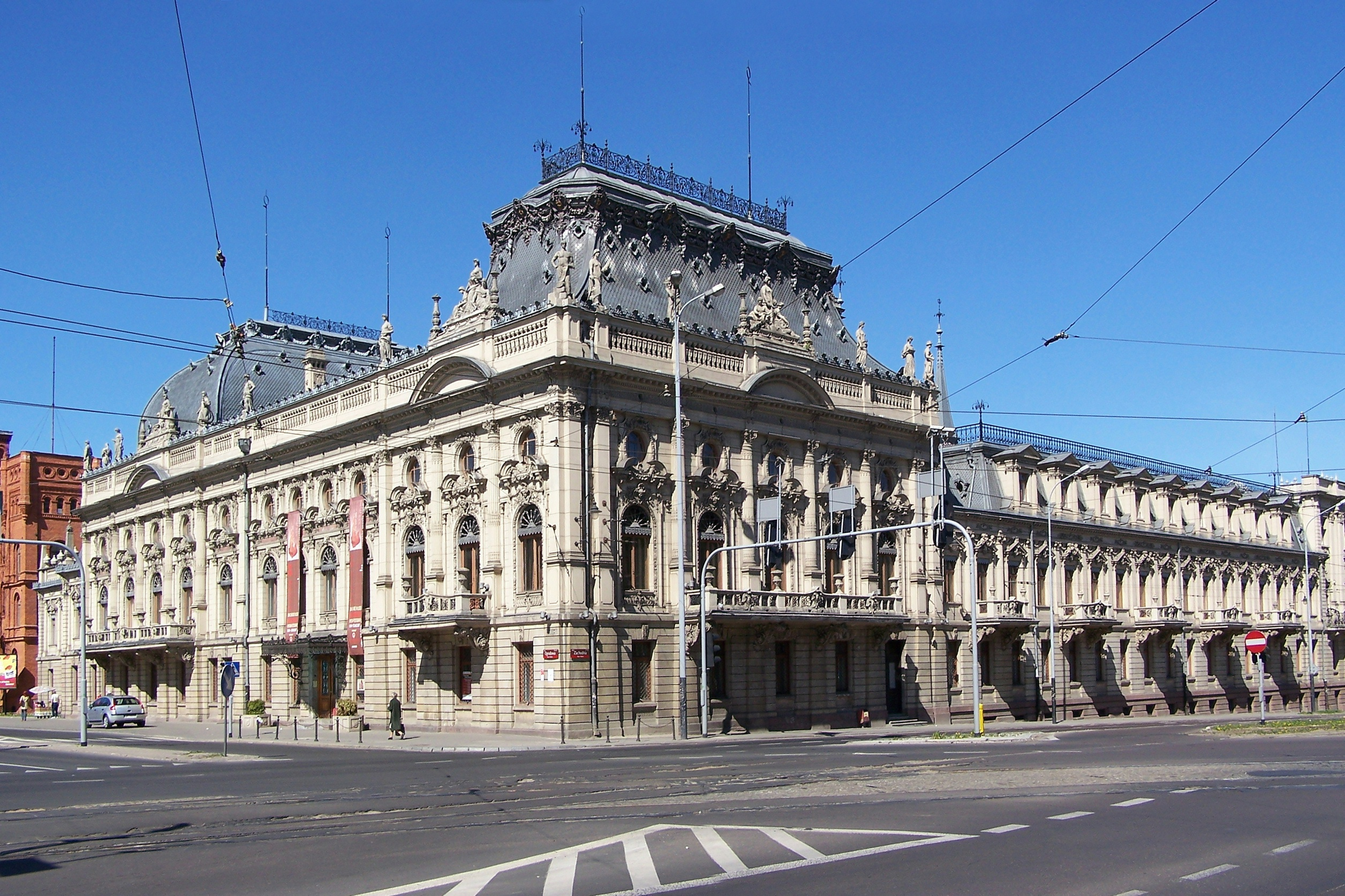
Pałac Izraela Poznańskiego – widok współczesny

- 1872–1892 – kombinat przemysłowy z wieloma budynkami fabrycznymi Izraela Poznańskiego (obecnie Centrum Manufaktura)[4]
- 1872–1887 – hotel „Grand” przy ulicy Piotrkowskiej 72, nr hipoteczny 510–511. Początkowo budynek mieścił fabrykę Ludwika Meyera. Przebudowany na hotel w 1887 roku. Drugiej przebudowy dokonano w latach 1912–1913 według projektu Majewskiego[a] i Dawida Landego.
- 1872–1876 – dom Franciszka Fischera przy ulicy Piotrkowskiej, nr hipoteczny 501. Obecnie dom mieszkalny przy ulicy Piotrkowskiej 54
- 1875–1877 – willa Matyldy i Edwarda Herbstów na Księżym Młynie. Obecnie Rezydencja „Księży Młyn”, oddział Muzeum Sztuki przy ulicy Przędzalnianej 72[4][b].
- 1879 – hotel Adolfa Manteufla przy ulicy Zachodniej 45. Obecnie Uniwersytet Medyczny w Łodzi i Zespół Opieki Zdrowotnej Łódź – Śródmieście, ulica Zachodnia 81/83.
- 1878–1881 – Towarzystwo Kredytowe Miejskie w Łodzi. Gmach Towarzystwa przy ulicy Średniej 17, obecnie ulica Pomorska 21[4].
- 1880–1882 – willa Ludwika Grohmana przy ul. Tylnej 9/11, nr hipoteczny 1160.
- 1880–1884 – cerkiew pod wezwaniem św. Aleksandra Newskiego, przy ówczesnej ulicy Widzewskiej 46 (dziś ulica Jana Kilińskiego 56)[4].
- 1881–1885 – Gimnazjum Męskie przy ulicy Mikołajewskiej 44. Dziś gmach jest siedzibą III Liceum Ogólnokształcącego im. Tadeusza Kościuszki w Łodzi, przy ulicy Henryka Sienkiewicza 46[4].
- 1882 – kamienica Scheiblerów, ul. Piotrkowska 11.
- 1882 – pałac Juliusza Heinzla przy ulicy Piotrkowskiej 104[c].
- 1882–1886 – dom Towarzystwa Akcyjnego Ludwika Geyera przy ulicy Piotrkowskiej 74[4].
- 1883–1886 – gmach szkoły przy Nowym Rynku. Obecnie Muzeum Archeologiczne i Etnograficzne przy placu Wolności nr 14.
- 1884–1887 – wille „Trianon” i „Mignon”, wybudowane w Pasażu Meyera, dziś ulica Stanisława Moniuszki[4].
- 1885–1890 – szpital im. Leonii i Izraela Poznańskich przy ulicy Targowej 1. Obecnie Szpital Kliniczny nr 3 im. Seweryna Sterlinga Uniwersytetu Medycznego przy ulicy Sterlinga 1/3.
- 1885 – kamienica Hermana Konstadta, ul. Piotrkowska 53.
- 1888–1889 – pałac Juliusza Kunitzera, ulica Spacerowa (Promenada) 15 przy rogu ul. św. Benedykta. Dziś nie istnieje, w jego miejscu znajduje się gmach Banku PKO Bank Polski przy alei Tadeusza Kościuszki 15.
- 1889–1892 – pałac Maksymiliana Goldfedera przy ul. Piotrkowskiej 77, w którym mieścił się Dom Bankowy Maksymiliana Golfedera.
- 1889 – willa Henryka Grohmana, obecnie Muzeum Książki Artystycznej w Łodzi.
- 1890 – pałac Rudolfa Kellera przy ul. Długiej (obecnie ul. Gdańska 49/53).
- 1891 – budynek straży pożarnej; ul. św. Emilii (obecnie ul. ks. bpa Tymienieckiego 30).
- 1891–1893 – pałac Arnolda Stillera przy ul. Stefana Jaracza 45 w stylu neorenesansu włoskiego i francuskiego.
- 1892–1893 – pałac Jakuba Hertza (zięcia I. Poznańskiego). Obecnie siedziba rektoratu Uniwersytetu Medycznego, al. T. Kościuszki 4[d].
- 1898 – „Łódzki Luwr” – takim mianem określa się pałac Izraela Poznańskiego przy ul. Ogrodowej 15. Pałac rozbudowany w latach 1901–1903.
- Kolonia domów robotniczych na Księżym Młynie[4].